# Aeroportul Wadi al-Dawasir Domestic
Aeroportul Wadi al-Dawasir Domestic (IATA: WAE, ICAO: OEWD) este un aeroport din Provincia Riad, Arabia Saudită ce deservește zona Wadi ad-Dawasir governorate⁠(d). Aeroportul a fost tranzitat în 2021 de 74.056 de pasageri.
Situat la o altitudine de 628 m, aeroportul dispune de o singură pistă.